# 프라우드 메리 (영화)
프라우드 메리(Proud Mary)는 미국에서 제작된 바박 나자피 감독의 2018년 액션, 스릴러 영화이다. 타라지 P. 헨슨 등이 주연으로 출연하였고 테이 던칸 등이 제작에 참여하였다.

## 출연

### 주연
- 타라지 P. 헨슨
- 빌리 브라운
- 닐 맥도프

### 조연
- 마가렛 에이버리
- 잰더 버클리
- 대니 글로버
- 자히 디알로 윈스턴

## 제작진
- 미술: 칼 스프라그
- 세트: 제니퍼 엥겔
- 의상: 데보라 뉴홀